# Capitanía de San Pablo
La capitanía de San Pablo (en portugués: capitania de São Paulo) fue una división territorial colonial del Brasil creada el 12 de diciembre de 1720 a partir de la división de la capitanía de San Pablo y Minas de Oro. Los territorios de las minas pasaron a formar la capitanía de Minas Gerais, permaneciendo bajo el mando de la ciudad de São Paulo todos los territorios del Mato Grosso y Goiás.

## Historia
En 1720 el territorio de las Minas Gerais (exceptuados el Triángulo Minero y la actual región del Sur y Sudoeste de Minas), pasó a formar la nueva Capitanía Real de Minas Gerais. El límite de Minas Gerais con San Pablo, quedó siendo el río Sapucaí, el río Grande y de este subiendo la Sierra de Canastra hasta el río Paranaíba. El primer gobernador de la nueva Capitanía de San Pablo fue Rodrigo César de Meneses que la instaló y la organizó.
Permanecieron como parte de la capitanía de San Pablo después de 1720, los territorios correspondientes a los actuales estados de São Paulo, Mato Grosso del Sur, Mato Grosso, Rondonia, Goiás, Tocantins, Paraná, Santa Catarina y Río Grande del Sur, el actual Distrito Federal, además de los actuales Sur y Sudoeste de Minas y el Triángulo Minero. En 1721 fue anexada a la capitanía el término de la villa de Paraty.
En relación con el territorio del actual estado de São Paulo, una parte del actual litoral sur paulista continuó, después de 1720, oficialmente como territorio de la capitanía de Itanhaém (en la práctica, sin embargo, estaba bajo la jurisdicción del gobierno de São Paulo y no se sabía que iba a continuar después de la muerte del abogado mayor, Djalma Fogaça), la cual , en 1753, durante el reinado de José I de Portugal, fue comprado por la Corona portuguesa, su último donatario, el Conde de la Isla del Príncipe. En 1727, Paraty fue incorporada a la capitanía de Río de Janeiro.

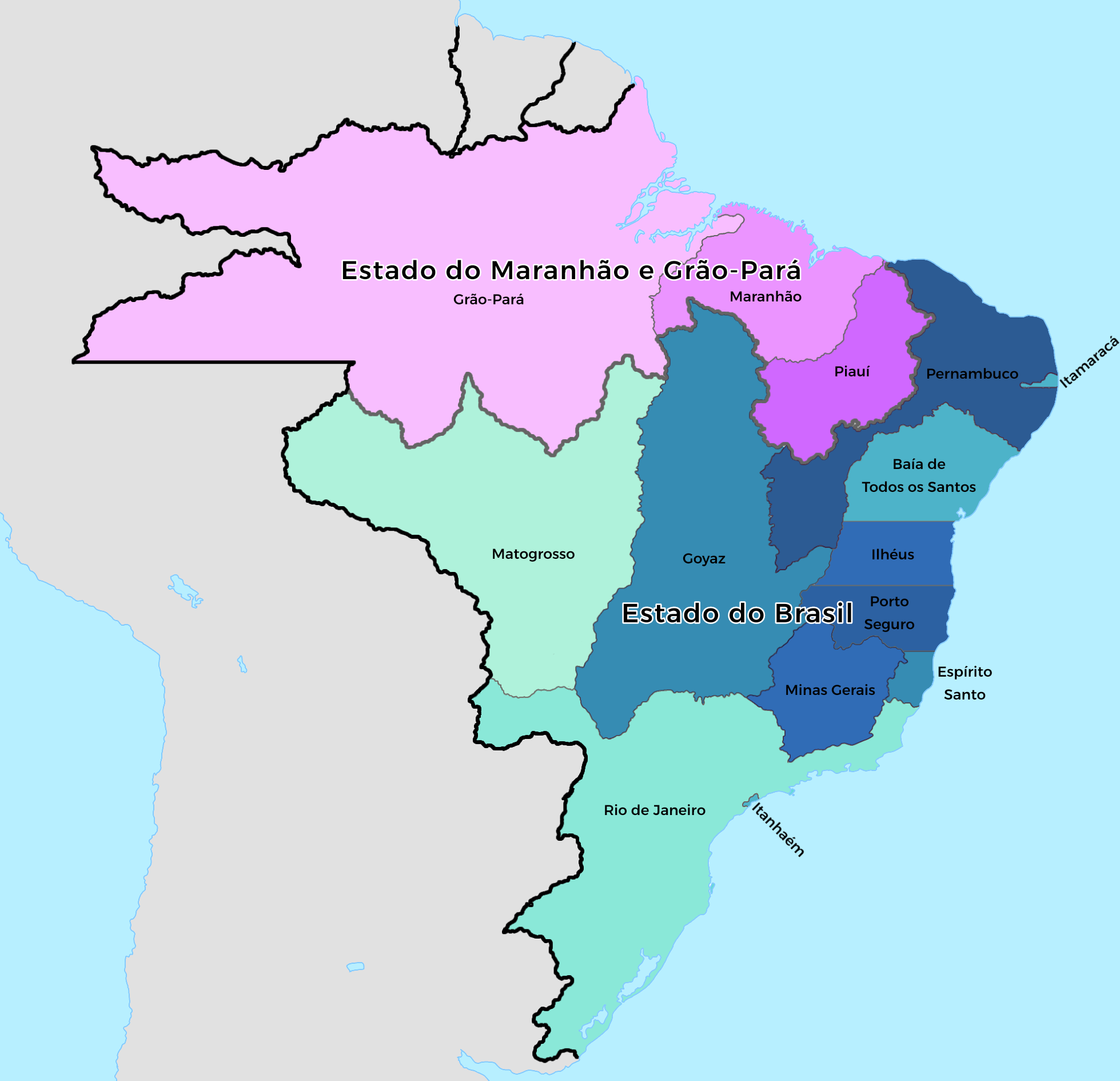
Brasil en 1750, tras la anexión de la capitanía de San Pablo a la de Río de Janeiro.

La parte más meridional de la capitanía de San Pablo fue desmembrada, entre 1738 y 1742, para crear la capitanía de Santa Catarina y la comandancia militar del Río Grande de San Pedro, que daría origen, posteriormente, a la capitanía de San Pedro del Río Grande. Sin embargo, parte del actual estado de Santa Catarina continuó perteneciente a San Pablo hasta 1820, cuando Juan VI de Portugal, por decreto del 9 de septiembre, transfirió el pueblo de Lages, creado en 1766, a la capitanía de Santa Catarina.
El 9 de mayo de 1748, fueron creadas las capitanías de Goiás y de Mato Grosso. En ese mismo año, por decisión de la metrópoli, la capitanía de San Pablo pasó a quedar subordinada a la capitanía de Río de Janeiro. 
El gobernador de la capitanía de Minas Gerais, Luís Diogo Lobo da Silva, el 24 de septiembre de 1764, anexó la margen izquierda del río Sapucaí, extendiendo los límites de Minas Gerais, aproximadamente, hasta la división moneda con São Paulo. En 1765 la capitanía de San Pablo recuperó su autonomía administrativa por iniciativa del Morgado de Mateus frente al rey José I. Luís António de Sousa Botelho Mourão, el tercer Morgado de Mateus, reinstaló el gobierno de la capitanía y creó varias villas.
El 28 de febrero de 1821 las capitanías se convirtieron en provincias. La última desmembración del territorio paulista ocurrió en 1853 cuando se separó la provincia de Paraná, las que conformaron los actuales estados de San Pablo y Paraná con la proclamación de la república en 1889.

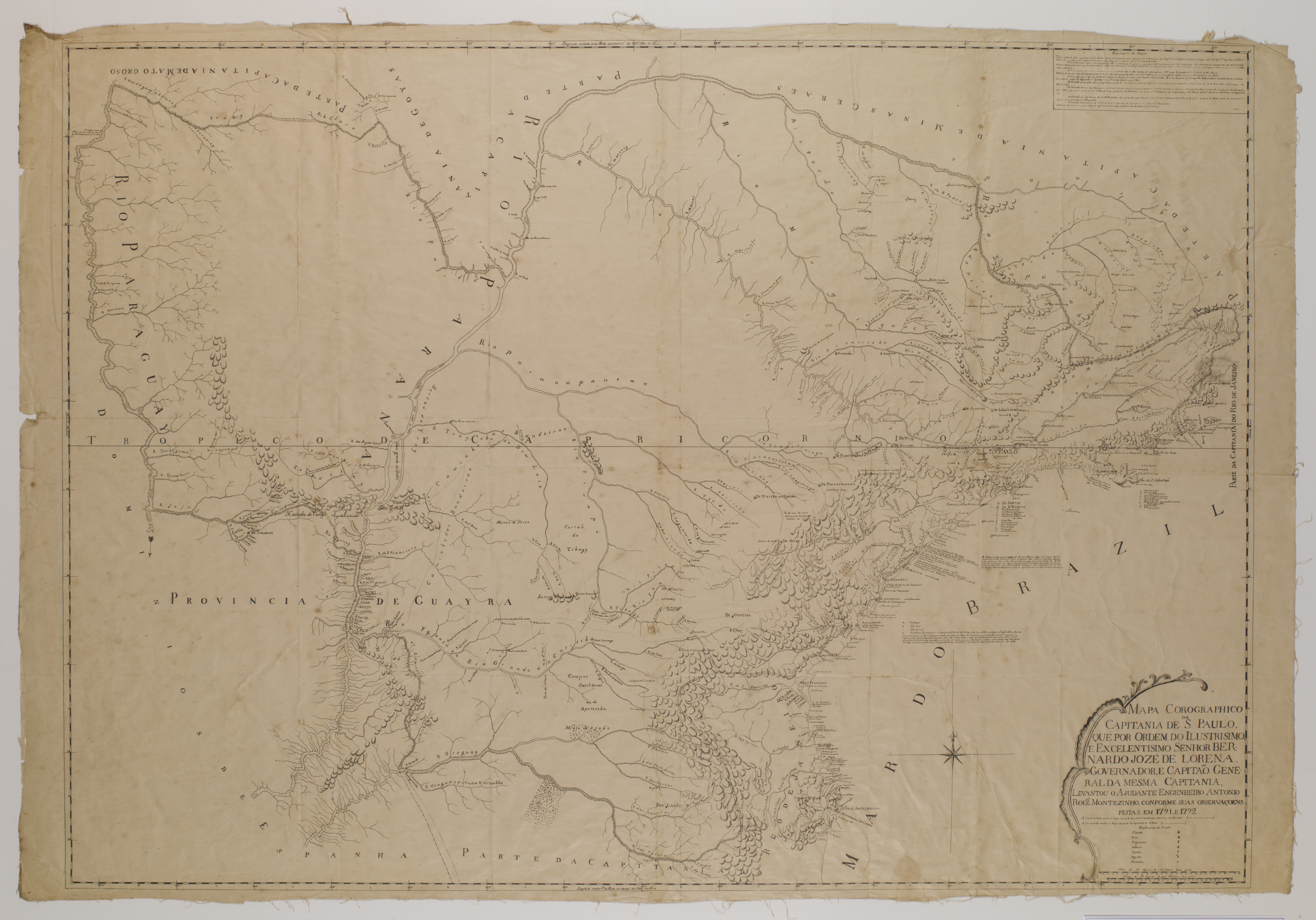
Mapa corográfico de la capitanía de San Pablo (1792).